# Traulia aphanea
Traulia aphanea är en insektsart som beskrevs av Willemse, C. 1928. Traulia aphanea ingår i släktet Traulia och familjen gräshoppor. Inga underarter finns listade i Catalogue of Life.